# لیگ فوتبال استان البرز
لیگ استان البرز بالاترین سطح فوتبال در استان البرز می‌باشد که در پنجمین سطح از فوتبال ایران و بعد از لیگ دسته سوم فوتبال ایران قرار دارد. قهرمان این جام به مسابقات کشوری لیگ دسته سوم فوتبال ایران راه می‌یابد و جواز حضور در جام حذفی را کسب می‌کند.
این مسابقات بخشی از برنامه ویژه آسیا است.

## نحوه برگزاری
مسابقات در یک مرحله و بین ۱۰ تیم برگزار می‌شود. قهرمان لیگ به لیگ دسته سوم فوتبال ایران صعود می‌کنداین مسابقات هر سال توسط هیئت فوتبال استان البرز برگزار می‌شود.

## فصل ۰۴–۱۴۰۳

### تیم‌های حاضر[۲]
| ردیف | نام تیم             |
| ---- | ------------------- |
| ۱    | شهر آرکان البرز     |
| ۲    | شهاب جاوید البرز    |
| ۳    | وحدت اغشت البرز     |
| ۴    | شهدای چهارباغ البرز |
| ۵    | پاسارگاد جوان البرز |
| ۶    | مقاومت سیدجمال‌الدین |
| ۷    | مردانپاشا البرز     |
| ۸    | امیدنوین نظرآباد    |
| ۹    | میلادجوان البرز     |
| ۱۰   | ستاره سرخ نکوجار    |